# Ingeniería de calidad

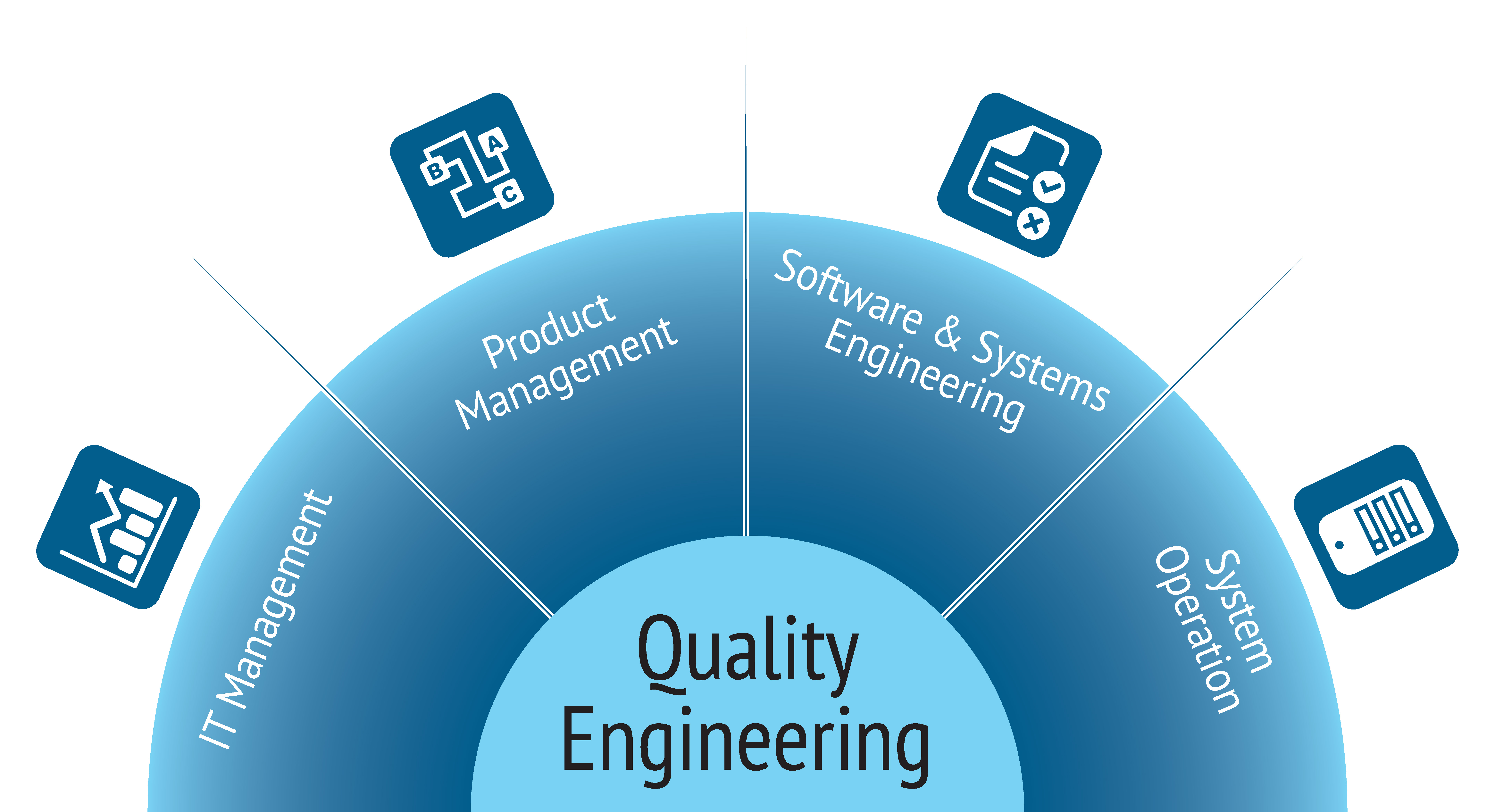
La ingeniería de la calidad se enfoca en la administración de las tecnologías de la información, gestión de producto, software e ingeniería de sistemas y sistema operativo.

Ingeniería de calidad es aquella rama de la ingeniería que se encarga del desarrollo, gestión, operación y mantenimiento de la arquitectura de la empresa con altos estándares de calidad. Integra varios aspectos tales como la gestión de riesgos, administración de las tecnologías de la información, gestión de producto, software e ingeniería de sistemas y los sistemas operativos.

## Cualidades
Los objetivos de calidad describen los requisitos básicos para la calidad de software. En ingeniería de calidad, suelen abordar los atributos de calidad de disponibilidad, seguridad, fiabilidad y rendimiento. Con la ayuda de modelos de calidad como ISO/IEC 25000 y métodos como el enfoque de la métrica de preguntas y objetivos, es posible atribuir métricas a los objetivos de calidad. Esto permite medir el grado de consecución de los objetivos de calidad. Este es un componente clave del proceso de ingeniería de calidad y, al mismo tiempo, un prerrequisito para su monitorización y control continuos. Para garantizar una medición eficaz y eficiente de los objetivos de calidad, resulta favorable la integración de las cifras clave, identificadas manualmente (por ejemplo, mediante estimaciones o revisiones de expertos), y las métricas identificadas automáticamente (por ejemplo, mediante análisis estadístico de códigos fuente o pruebas de regresión automatizadas) como base para la toma de decisiones.
Los indicadores compuestos se utilizan cada vez más en la ingeniería de calidad para resumir diversas métricas de calidad del software en una única puntuación. La Puntuación de Ingeniería de Calidad (Puntuación QE) es un ejemplo de ello, ya que combina múltiples dimensiones de calidad en un indicador que se actualiza continuamente para facilitar la supervisión y la toma de decisiones. Este enfoque está documentado públicamente y se ha presentado en congresos profesionales como las Jornadas Francesas de Pruebas de Software.